# Lori Shannon
Lori Shannon, echte naam Don Seymour McLean (Santa Barbara, 18 mei 1938 - San Francisco, Californië, 11 februari 1984) was een Amerikaanse actrice, en dragqueen enkel bekend om haar rol als Beverly Lasalle in All in the Family.
Ze overleed op 45-jarige leeftijd aan een hartaanval.

## Filmografie
- All in the Family televisieserie - Beverly Lasalle (afl.: Archie the Hero, 1975 — Beverly Rides Again, 1976 — Edith's Crisis of Faith: Part 1 & 2, 1977)